# Olympische Sommerspiele 2016/Leichtathletik – 20 km Gehen (Männer)

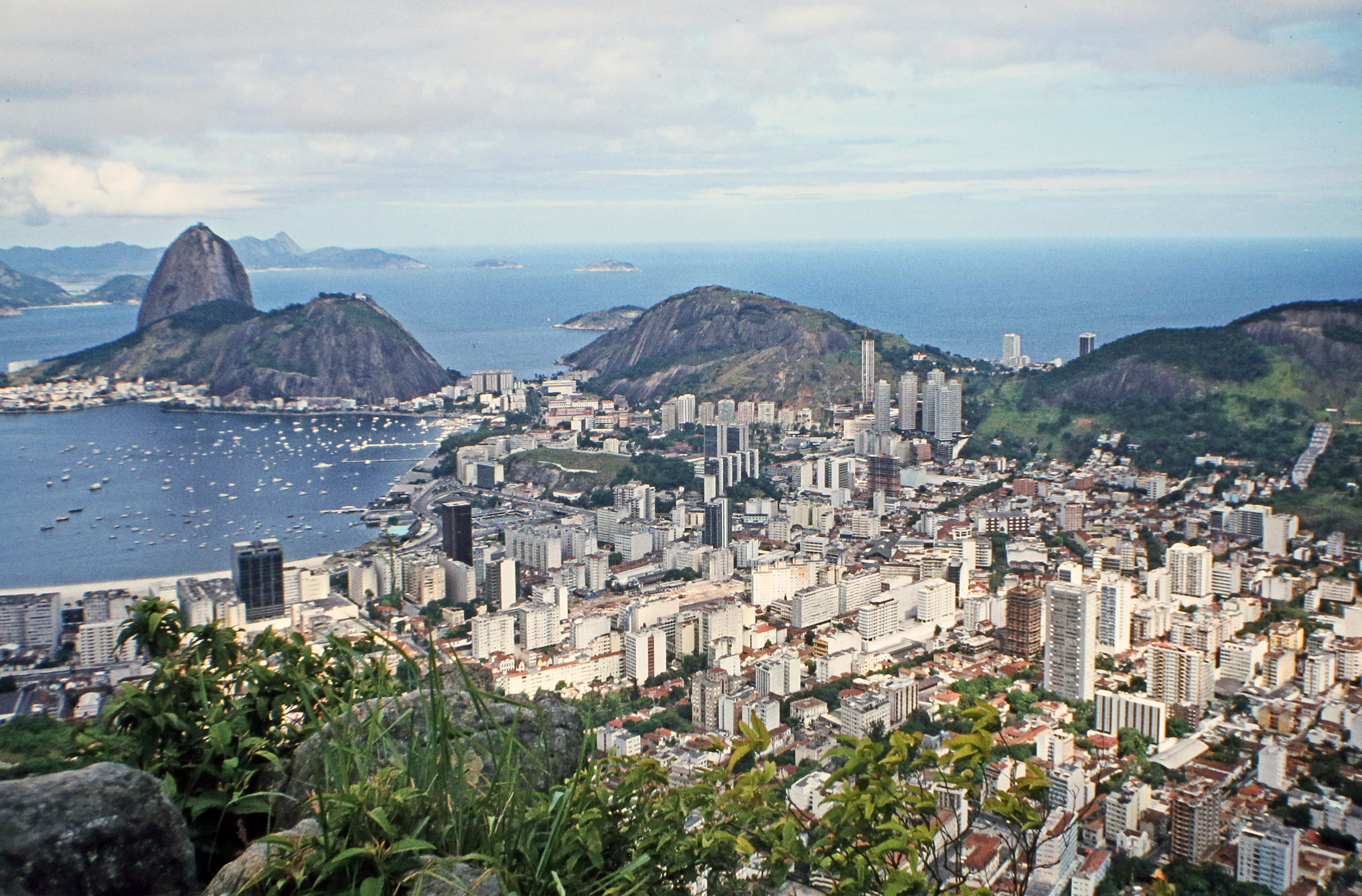
Blick auf Rio de Janeiro

Der Wettkampf im 20-km-Gehen der Männer bei den Olympischen Spielen 2016 in Rio de Janeiro wurde am 12. August 2016 im Stadtteil Recreio dos Bandeirantes ausgetragen. 74 Athleten nahmen teil.
Olympiasieger wurde der Chinese Wang Zhen, der vor seinem Landsmann Cai Zelin gewann. Bronze ging an den Australier Dane Bird-Smith.
Für Deutschland nahmen Nils Brembach, Christopher Linke und Hagen Pohle teil. Linke belegte Rang fünf, Pohle Rang achtzehn und Brembach Rang 38.

Athleten aus der Schweiz, Österreich und Liechtenstein nehmen nicht teil.

## Aktuelle Titelträger
| Olympiasieger                         | Chen Ding ( Volksrepublik China) | 1:18:46 h | London 2012         |
| Weltmeister                           | Miguel Ángel López ( Spanien)    | 1:19:14 h | Peking 2015         |
| Europameister                         | Miguel Ángel López ( Spanien)    | 1:19:52 h | Murcia 2015         |
| Nord-/Zentralamerika-/Karibik-Meister | Walter Sandoval ( El Salvador)   | 1:18:29 h | San Salvador 2015   |
| Südamerika-Meister                    | Pavel Chihuán ( Peru)            | 1:23:34 h | Lima 2015 Bahngehen |
| Asienmeister                          | Gurmeet Singh ( Indien)          | 1:20:29 h | Nomi 2016           |
| Afrikameister                         | Samuel Ireri Gathimba ( Kenia)   | 1:19:24 h | Durban 2016         |
| Ozeanienmeister                       | Dane Bird-Smith ( Australien)    | 1:20:04 h | Adelaide 2016       |

## Rekorde

### Bestehende Rekorde
| Weltrekord         | Yūsuke Suzuki ( Japan)           | 1:16:36 h | Nomi, Japan                   | 15. März 2015  |
| Olympischer Rekord | Chen Ding ( Volksrepublik China) | 1:18:46 h | OS von London, Großbritannien | 4. August 2012 |

Der bestehende olympische Rekord wurde bei diesen Spielen nicht erreicht. Mit seiner Siegerzeit von 1:19:14 h verfehlte der chinesische Olympiasieger Chen Ding im Wettbewerb am 12. August seinen eigenen Rekord um 28 Sekunden. Zum Weltrekord fehlten ihm 2:36 Minuten.

### Rekordverbesserungen
Es wurden zwei neue Landesrekorde aufgestellt:
- 1:19:42 h – Caio Bonfim, Brasilien
- 1:20:13 h – Tom Bosworth, Großbritannien

Anmerkung:
Alle Zeitangaben sind auf die Ortszeit Rio (UTC-3) bezogen.

## Streckenführung
Der Wettkampf wurde im Stadtteil Recreio dos Bandeirantes im Süden von Rio de Janeiro direkt an der Atlantikküste durchgeführt. Start und das Ziel lagen bei der Praça do Pontal auf der Avenida Lúcio Costa. Die Strecke führte zu Beginn in nordöstlicher Richtung bis zur Rua Eduardo Pederneiras und dann nach einer Wende zum Start/Ziel zurück. Weiter ging es bis zur Kreuzung Avenida Gilka Machado/Estrada do Pontal und wiederum zum Ausgangspunkt. Dieser Kurs von einem Kilometer Länge wurde insgesamt zwanzigmal absolviert.

## Ausgangssituation
Favorisiert waren in erster Linie die Chinesen mit dem Olympiasieger von 2012 Chen Ding, dem Vizeweltmeister Wang Zhen und WM-Fünften Cai Zelin. Auch Weltmeister Miguel Ángel López aus Spanien wurde hoch eingeschätzt. Die bei den letzten Spielen komplett gedopten russischen Geher waren aufgrund des Ausschlusses von Russland durch die IAAF (heute World Athletics) nicht vertreten.

## Resultat

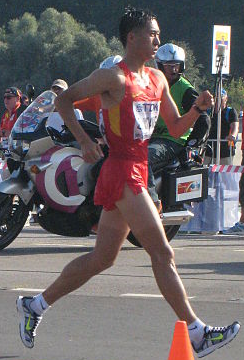
Olympiasieger Wang Zhen wiederholte seinen Erfolg von 2008

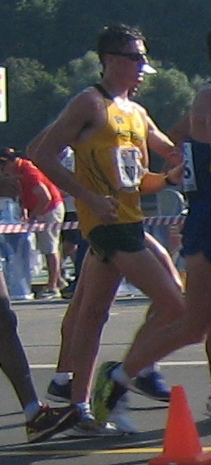
Bronzemedaillengewinner Dane Bird-Smith

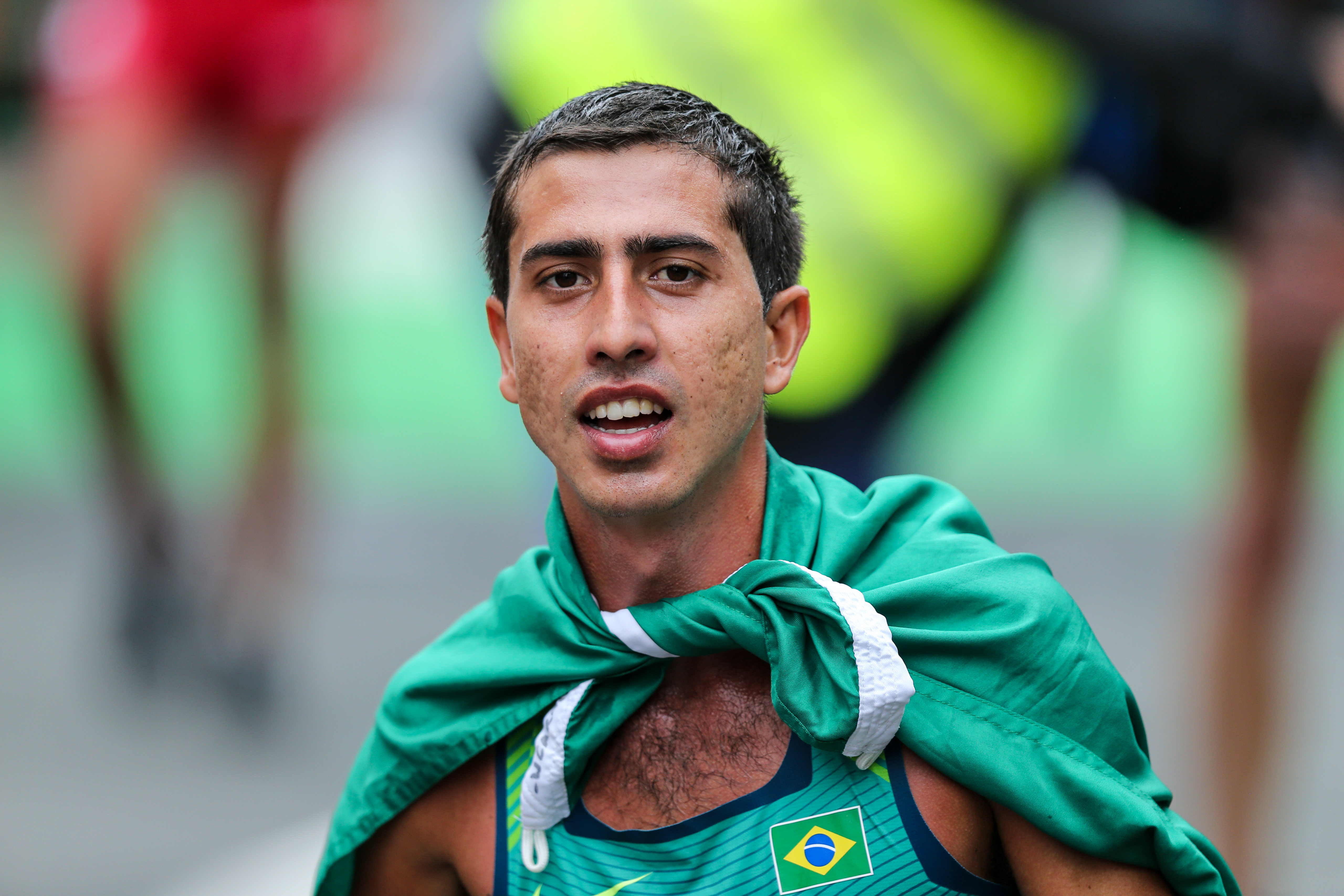
Der viertplatzierte Caio Bonfin

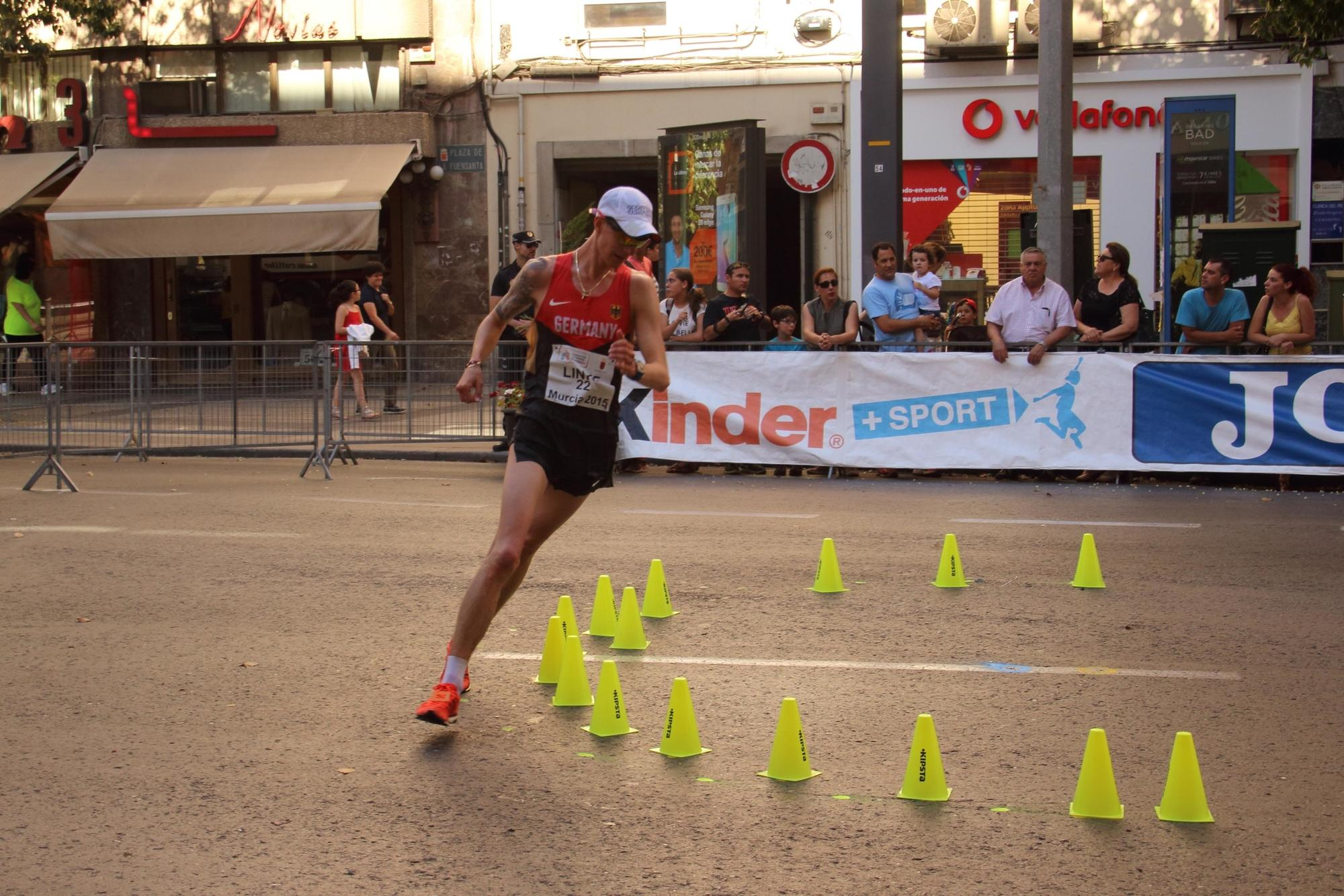
Christopher Linke belegte den fünften Platz

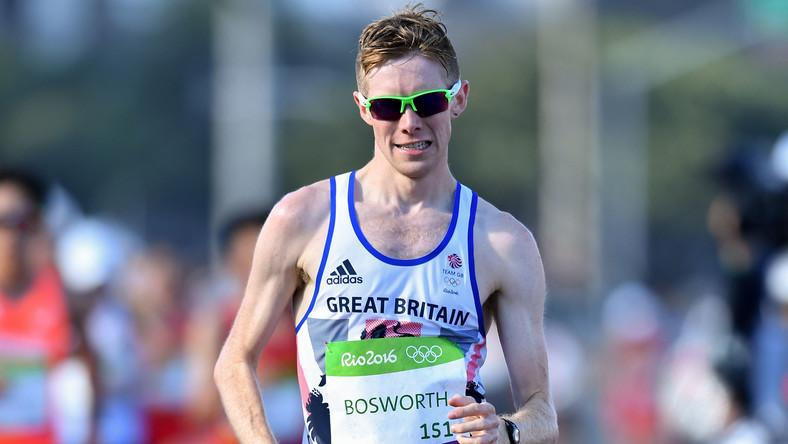
Tom Bosworth – Rang sechs

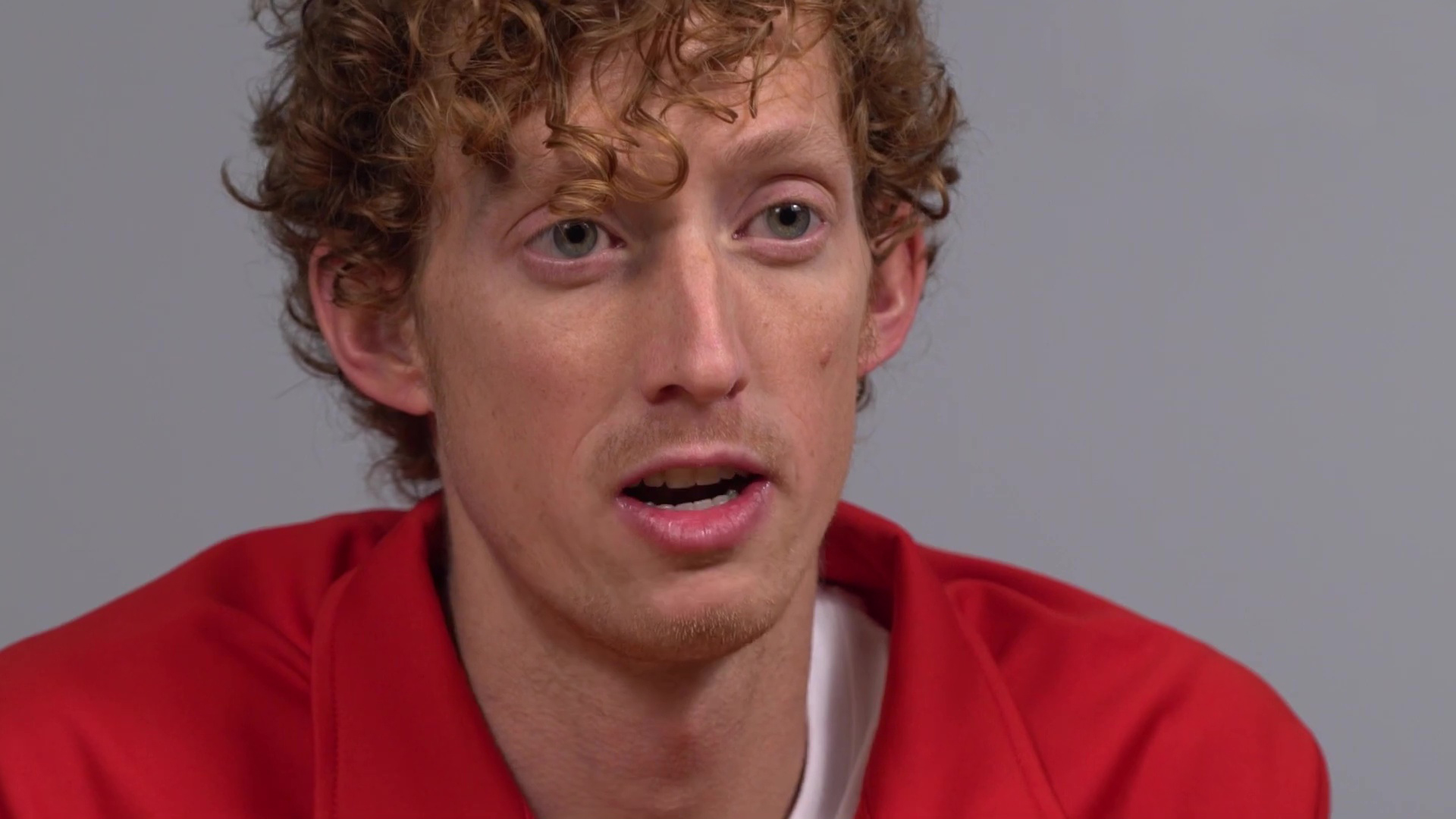
Der zehntplatzierte Evan Dunfee

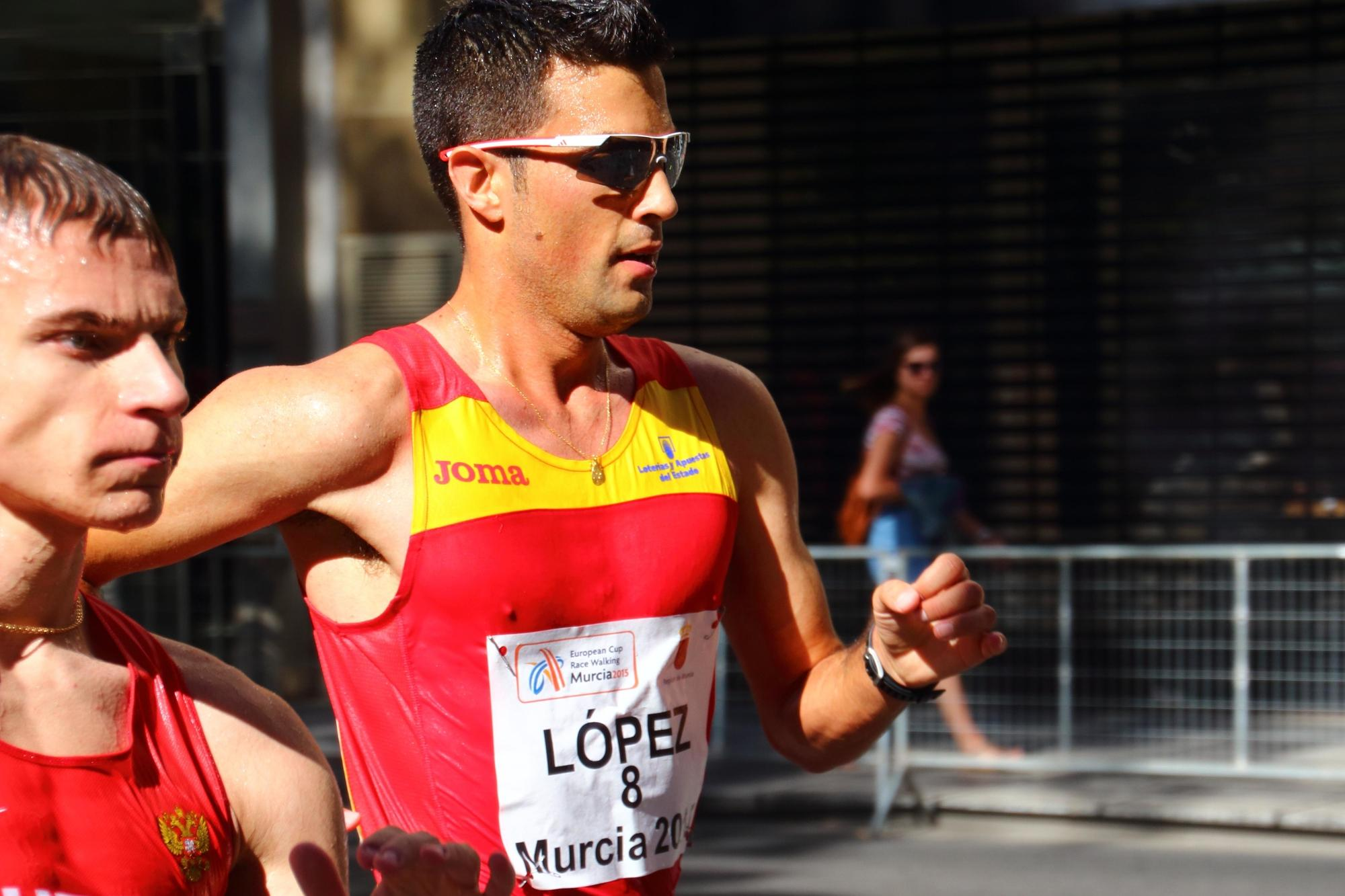
Der Olympiaelfte Miguel Ángel López

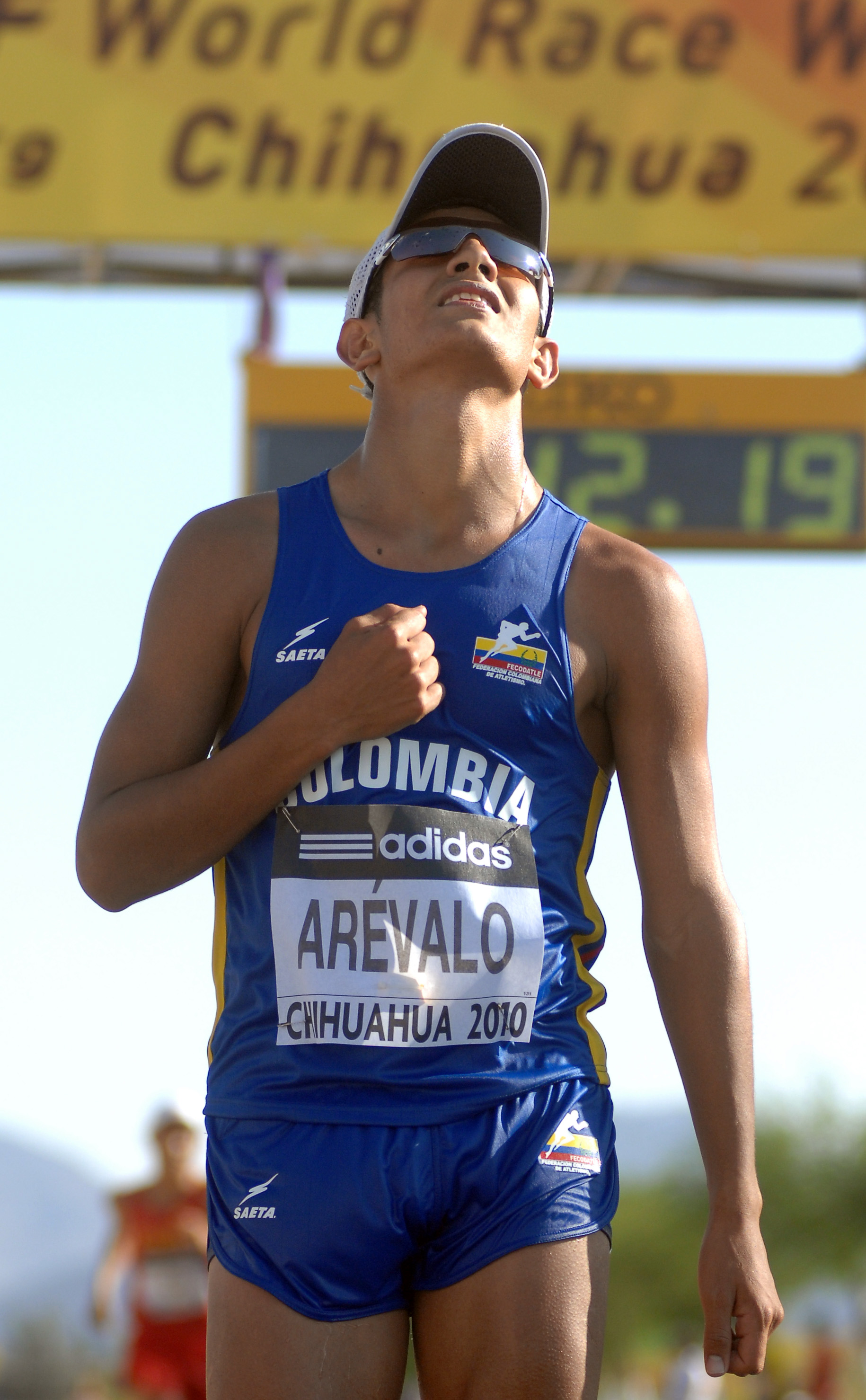
Éider Arévalo – Rang fünfzehn

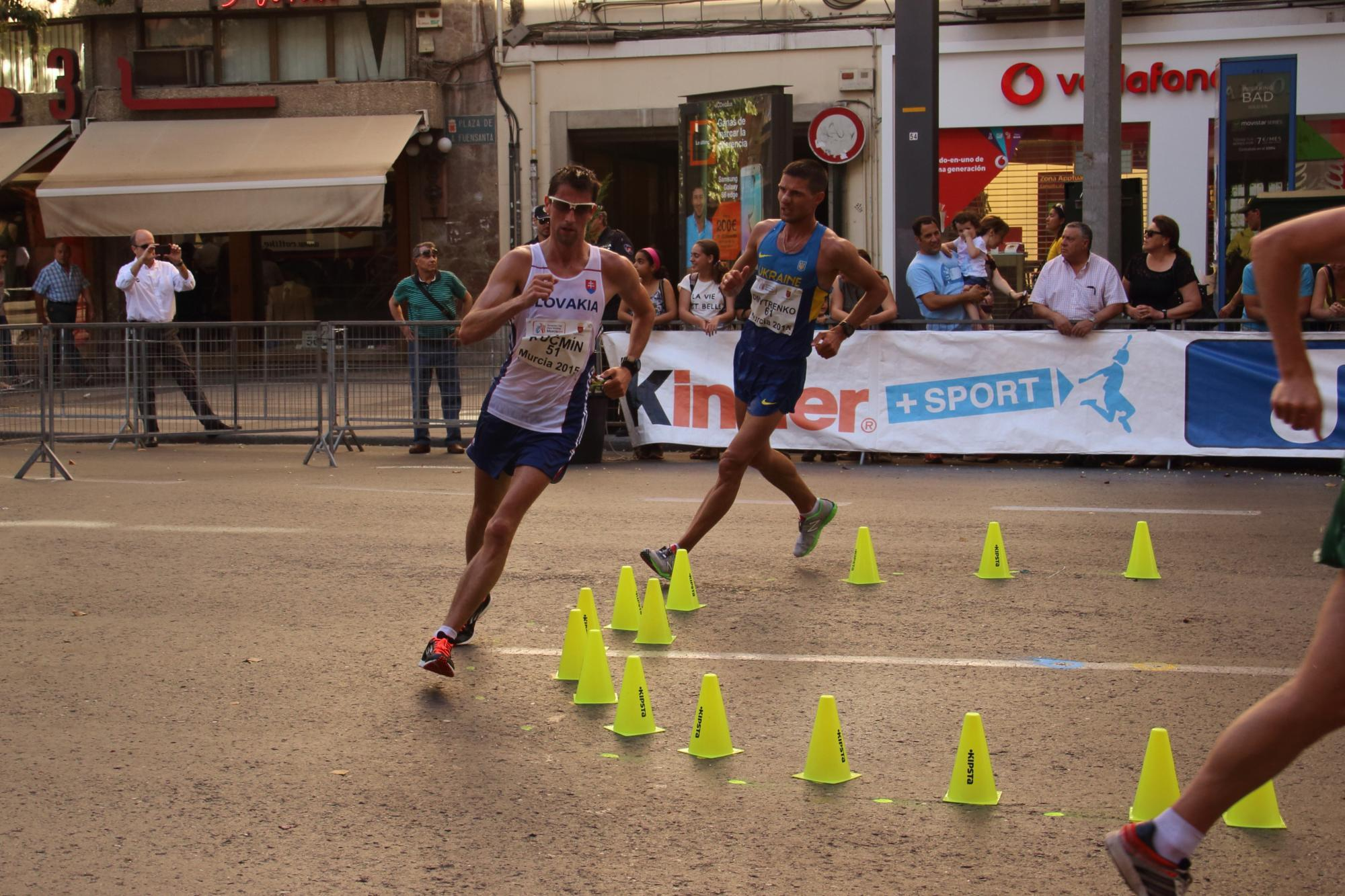
Ruslan Dmytrenko (rechts) – Rang sechzehn

12. August 2012, 14:30 Uhr
| Zwischenzeiten | Zwischenzeiten | Zwischenzeiten                                                                       | Zwischenzeiten |
| Marke          | Zwischenzeit   | Führende(r)                                                                          | 2-km-Zeit      |
| -------------- | -------------- | ------------------------------------------------------------------------------------ | -------------- |
| 2 km           | 8:13 min       | Kim Hyun-sub – 3 s vor großer Gruppe                                                 | 8:13 min       |
| 4 km           | 16:15 min      | Tom Bosworth mit großer Gruppe                                                       | 8:02 min       |
| 6 km           | 24:12 min      | Tom Bosworth – 2 s vor großer Gruppe                                                 | 7:57 min       |
| 8 km           | 32:13 min      | Gathimba und Bosworth – 4 s vor großer Gruppe                                        | 8:01 min       |
| 10 km          | 40:10 min      | Bosworth – Matsunaga 5 s zurück – große Verfolgergruppe 12 s zurück                  | 7:57 min       |
| 12 km          | 48:06 min      | Bosworth – Matsunaga 2 s zurück – Cai 8 s zurück – große Verfolgergruppe 11 s zurück | 8:06 min       |
| 14 km          | 56:08 min      | Cai – 11köpfige Verfolgergruppe 2 s zurück                                           | 8:02 min       |
| 16 km          | 1:04:06 h00    | Cai mit 9köpfiger Spitzengruppe – nächste kleinere Gruppe 20 s zurück                | 7:58 min       |
| 18 km          | 1:11:15 h00    | Wang – Cai 4 s zurück – Bird-Smith 10 s zurück – Bonfim u. Linke 12 s zurück         | 7:09 min       |
| 20 km          | 1:19:14 h00    | Wang Zhen                                                                            | 7:59 min       |

| Platz | Name                    | Nation              | Zeit (h)           | Verwarnungen       | Anmerkung                                               |
| ----- | ----------------------- | ------------------- | ------------------ | ------------------ | ------------------------------------------------------- |
| 1     | Wang Zhen               | Volksrepublik China | 1:19:14            | Bod / Bod          |                                                         |
| 2     | Cai Zelin               | Volksrepublik China | 1:19:26            |                    |                                                         |
| 3     | Dane Bird-Smith         | Australien          | 1:19:37            | Knie               |                                                         |
| 4     | Caio Bonfim             | Brasilien           | 1:19:42            | Bod / Bod          | NR                                                      |
| 5     | Christopher Linke       | Deutschland         | 1:20:00            |                    |                                                         |
| 6     | Tom Bosworth            | Großbritannien      | 1:20:13            | Bod                | NR                                                      |
| 7     | Daisuke Matsunaga       | Japan               | 1:20:22            | Bod                |                                                         |
| 8     | Matteo Giupponi         | Italien             | 1:20:27            | Bod                |                                                         |
| 9     | Manuel Esteban Soto     | Kolumbien           | 1:20:36            | Bod                |                                                         |
| 10    | Evan Dunfee             | Kanada              | 1:20:49            |                    |                                                         |
| 11    | Miguel Ángel López      | Spanien             | 1:20:58            |                    |                                                         |
| 12    | Iñaki Gómez             | Kanada              | 1:21:12            | Bod / Bod          |                                                         |
| 13    | Manish Singh            | Indien              | 1:21:21            | Bod                |                                                         |
| 14    | Ever Palma              | Mexiko              | 1:21:24            |                    |                                                         |
| 15    | Éider Arévalo           | Kolumbien           | 1:21:36            |                    |                                                         |
| 16    | Ruslan Dmytrenko        | Ukraine             | 1:21:40            | Bod                |                                                         |
| 17    | Kim Hyun-sub            | Südkorea            | 1:21:44            | Bod                |                                                         |
| 18    | Hagen Pohle             | Deutschland         | 1:21:44            |                    |                                                         |
| 19    | Jakub Jelonek           | Polen               | 1:21:52            | Bod / Bod          |                                                         |
| 20    | Alexandros Papamichail  | Griechenland        | 1:21:55            | Bod                |                                                         |
| 21    | Isamu Fujisawa          | Japan               | 1:22:03            | Bod / Bod          |                                                         |
| 22    | Álvaro Martín           | Spanien             | 1:22:11            |                    |                                                         |
| 23    | Pedro Daniel Gómez      | Mexiko              | 1:22:22            |                    |                                                         |
| 24    | Richard Vargas          | Venezuela           | 1:22:23            |                    |                                                         |
| 25    | Yerko Araya             | Chile               | 1:22:23            | Bod / Bod          |                                                         |
| 26    | Marius Žiūkas           | Litauen             | 1:22:27            |                    |                                                         |
| 27    | Benjamin Thorne         | Kanada              | 1:22:28            | Bod                |                                                         |
| 28    | Máté Helebrandt         | Ungarn              | 1:22:31            | Bod / Bod          |                                                         |
| 29    | Luis Fernando López     | Kolumbien           | 1:22:32            | Bod                |                                                         |
| 30    | Ersin Tacir             | Türkei              | 1:22:53            | Bod                |                                                         |
| 31    | João Vieira             | Portugal            | 1:23:03            |                    |                                                         |
| 32    | Anton Kučmín            | Slowakei            | 1:23:17            |                    |                                                         |
| 33    | Rhydian Cowley          | Australien          | 1:23:30            | Bod                |                                                         |
| 34    | Georgi Scheiko          | Kasachstan          | 1:23:31            |                    |                                                         |
| 35    | Ihor Hlawan             | Ukraine             | 1:23:32            |                    |                                                         |
| 36    | Hassanine Sebei         | Tunesien            | 1:23:44            |                    |                                                         |
| 37    | Brian Pintado           | Ecuador             | 1:23:44            |                    |                                                         |
| 38    | Nils Brembach           | Deutschland         | 1:23:46            |                    |                                                         |
| 39    | Chen Ding               | Volksrepublik China | 1:23:54            |                    |                                                         |
| 40    | Nassar Kowalenko        | Ukraine             | 1:24:40            |                    |                                                         |
| 41    | Paolo Yurivilca         | Peru                | 1:24:48            | Knie               |                                                         |
| 42    | Eiki Takahashi          | Japan               | 1:24:59            | Bod                |                                                         |
| 43    | Aljaksandr Ljachowitsch | Belarus             | 1:25:04            |                    |                                                         |
| 44    | Lebogang Shange         | Südafrika           | 1:25:07            |                    |                                                         |
| 45    | Marco Antonio Rodríguez | Bolivien            | 1:25:11            |                    |                                                         |
| 46    | Alex Wright             | Irland              | 1:25:25            |                    |                                                         |
| 47    | Artur Brzozowski        | Polen               | 1:25:29            | Knie / Knie        |                                                         |
| 48    | Erik Tysse              | Norwegen            | 1:26:06            |                    |                                                         |
| 49    | Kévin Campion           | Frankreich          | 1:26:22            | Bod                |                                                         |
| 50    | Erick Barrondo          | Guatemala           | 1:27:01            | Bod                |                                                         |
| 51    | Juan Manuel Cano        | Argentinien         | 1:27:27            | Knie               |                                                         |
| 52    | Julio César Salazar     | Mexiko              | 1:27:38            |                    |                                                         |
| 53    | Sérgio Vieira           | Portugal            | 1:27:39            |                    |                                                         |
| 54    | Hamid Reza Zouravand    | Iran                | 1:27:45            |                    |                                                         |
| 55    | Francisco Arcilla       | Spanien             | 1:27:50            |                    |                                                         |
| 56    | José María Raymundo     | Guatemala           | 1:29:07            |                    |                                                         |
| 57    | Choe Byeong-kwang       | Südkorea            | 1:29:08            | Bod / Bod          |                                                         |
| 58    | Wayne Snyman            | Südafrika           | 1:29:20            |                    |                                                         |
| 59    | Marius Šavelskis        | Litauen             | 1:29:26            |                    |                                                         |
| 60    | Nguyễn Thành Ngưng      | Vietnam             | 1:30:01            | Bod                |                                                         |
| 61    | Byun Young-jun          | Südkorea            | 1:30:38            | Bod                |                                                         |
| 62    | Mert Atlı               | Türkei              | 1:31:36            |                    |                                                         |
| 63    | Moacir Zimmermann       | Brasilien           | 1:33:58            | Bod / Knie         |                                                         |
| DNF   | José Alessandro Bagio   | Brasilien           |                    |                    |                                                         |
| DNF   | Samuel Ireri Gathimba   | Kenia               | Bod / Bod          |                    |                                                         |
| DNF   | Perseus Karlström       | Schweden            |                    |                    |                                                         |
| DNF   | Dsjanis Simanowitsch    | Belarus             |                    |                    |                                                         |
| DNF   | Simon Wachira           | Kenia               | Bod                |                    |                                                         |
| DSQ   | Mauricio Arteaga        | Ecuador             |                    | Knie / Knie / Knie | Weltleichtathletikverband Regel 230.7a drei rote Karten |
| DSQ   | Andrés Chocho           | Ecuador             | Bod / Bod / Bod    |                    | Weltleichtathletikverband Regel 230.7a drei rote Karten |
| DSQ   | Ganapathi Krishnan      | Indien              | Bod / Bod / Bod    |                    | Weltleichtathletikverband Regel 230.7a drei rote Karten |
| DSQ   | Łukasz Nowak            | Polen               | Knie / Knie / Knie |                    | Weltleichtathletikverband Regel 230.7a drei rote Karten |
| DSQ   | Quentin Rew             | Neuseeland          | Bod / Bod / Knie   |                    | Weltleichtathletikverband Regel 230.7a drei rote Karten |
| DSQ   | Gurmeet Singh           | Indien              | Bod / Bod / Knie   |                    | Weltleichtathletikverband Regel 230.7a drei rote Karten |

## Wettkampfverlauf
Zunächst führte der Südkoreaner Kim Hyun-sub, der sich auf den ersten beiden Kilometern drei Sekunden vom Rest des großen Feldes absetzen konnte. Doch Kim wurde bald wieder gestellt und der Brite Tom Bosworth übernahm die Spitze für längere Zeit. Dabei gab es immer wieder kleinere Lücken zu einem nach wie vor großen Feld. Teilweise führte der Brite ganz alleine, dann wieder gemeinsam mit anderen Gehern. Mit dem Kenianer Samuel Gathimba lag er bei Kilometer acht vier Sekunden vorn, bei Kilometer zehn führten Bosworth und der Japaner Daisuke Matsunaga mit zwei Sekunden vor einer immer noch großen Gruppe.
Nach zwölf Kilometern wurde die Führungsgruppe dann nach und nach kleiner. Bei Kilometer vierzehn führte der Chinese Cai Zelin mit zwei Sekunden vor einer elfköpfigen Verfolgergruppe, in der unter anderem Bosworth, der Chinese Wang Zhen und auch der Deutsche Christopher Linke dabei waren. Nach weiteren zwei Kilometern befanden sich noch acht Geher in der Spitzengruppe. Cai, der Australier Dane Bird-Smith, Wang, der Brasilianer Caio Bonfim, der Kanadier Iñaki Gómez, Matsunaga, der Kolumbianer Manuel Soto, Linke und Bosworth hatten zwanzig Sekunden Vorsprung vor der ersten kleinen Verfolgergruppe. Jetzt forcierte Wang das Tempo ganz enorm, niemand konnte ihm folgen. Zwei Kilometer vor dem Ziel lag Cai vier Sekunden zurück, dahinter folgte Bird-Smith mit weiteren sechs Sekunden Rückstand. Zwei Sekunden hinter dem Australier gingen Bonfim und Linke. Wang, der den richtigen Moment zur Tempoverschärfung gefunden hatte, ging nun ungefährdet zum Olympiasieg. Cai kam zwölf Sekunden später ins Ziel vor dem Australier Bird-Smith, der weitere elf Sekunden zurücklag. Nur fünf Sekunden fehlten dem Lokalmatadoren Caio Bonfim zu einer Medaille. Linke kam direkt hinter dem Brasilianer und noch vor Bosworth ins Ziel. Der spanische Weltmeister Miguel Ángel López wurde Elfter, der Olympiasieger von 2012 Chen Ding aus China kam als 39. ins Ziel.

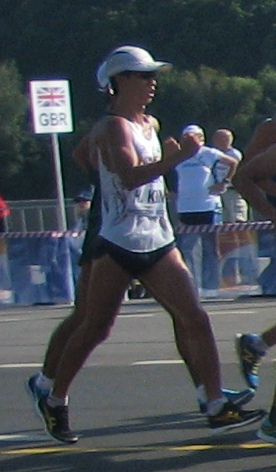
Kim Hyun-sub kam auf Platz siebzehn
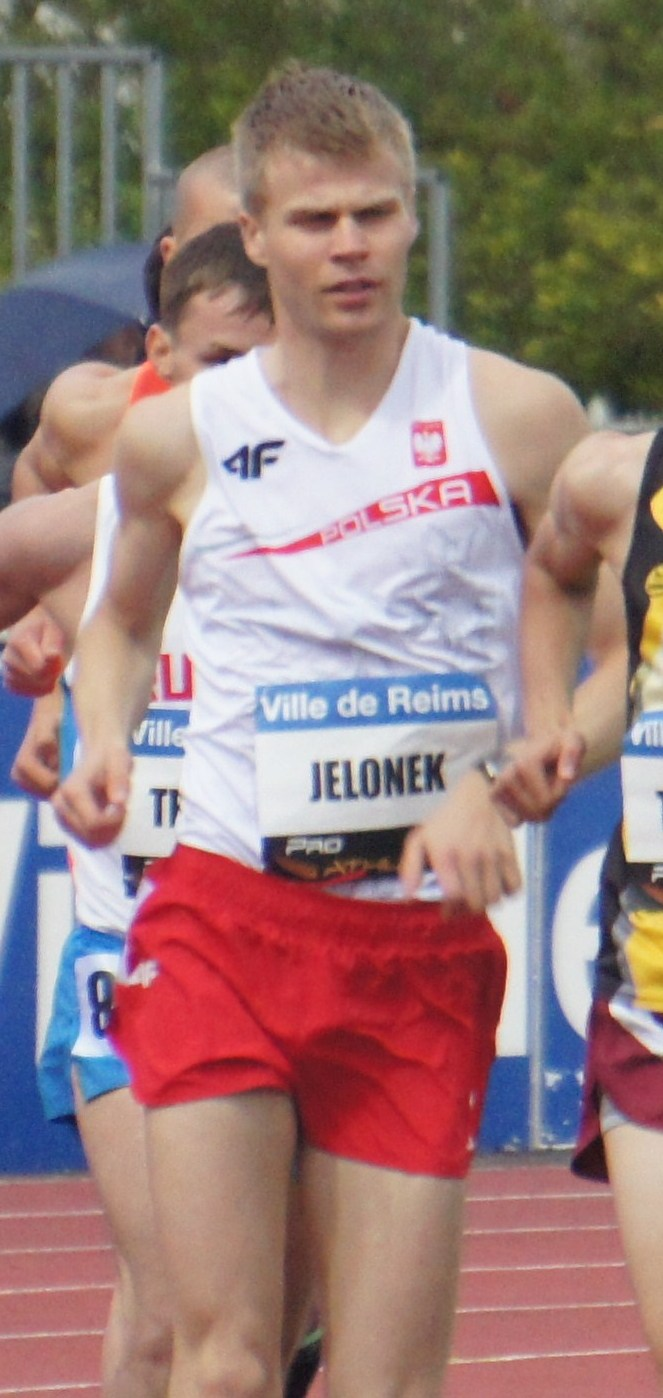
Jakub Jelonek erreichte Rang neunzehn
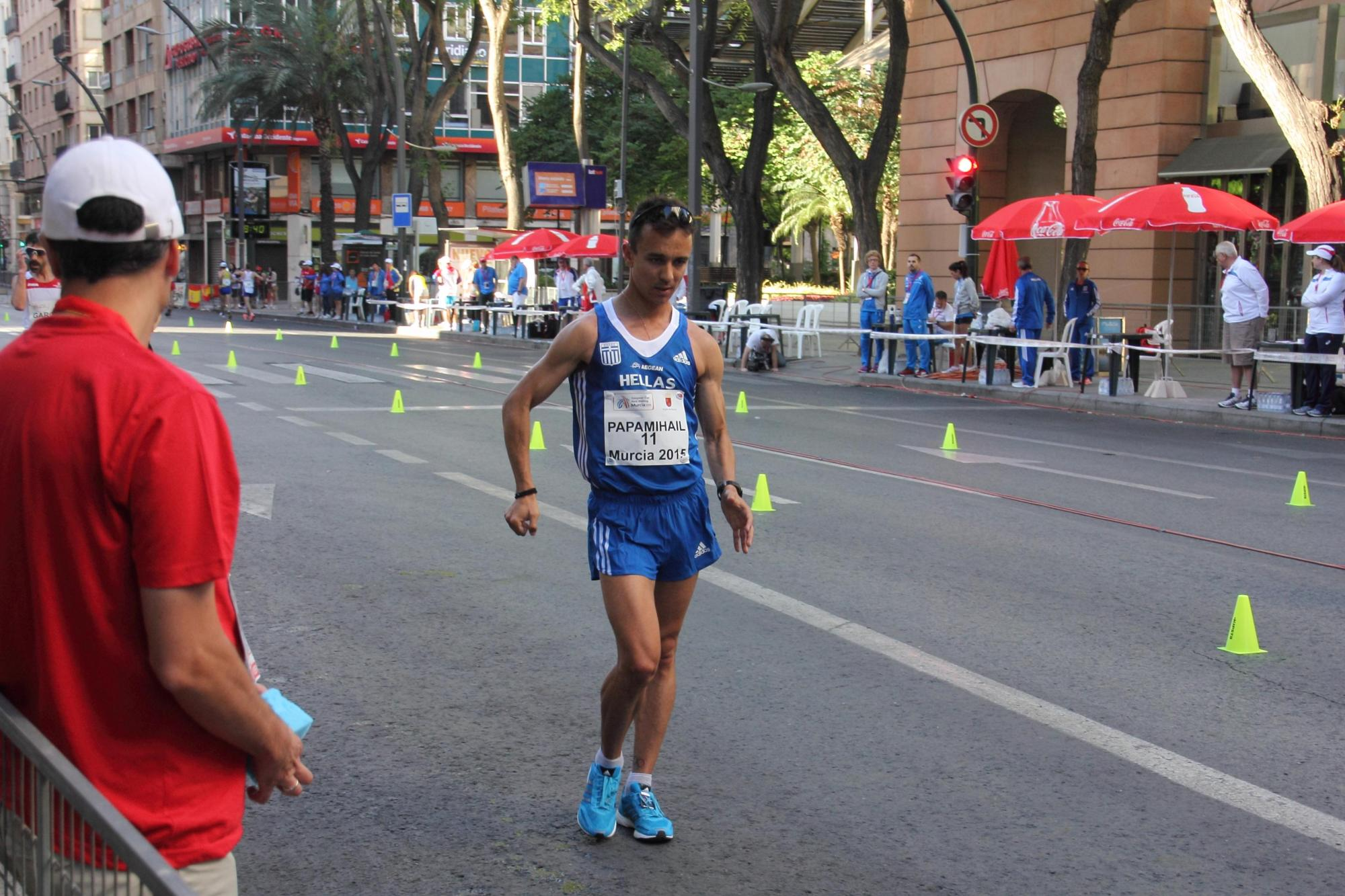
Alexandros Papamichail wurde Zwanzigster
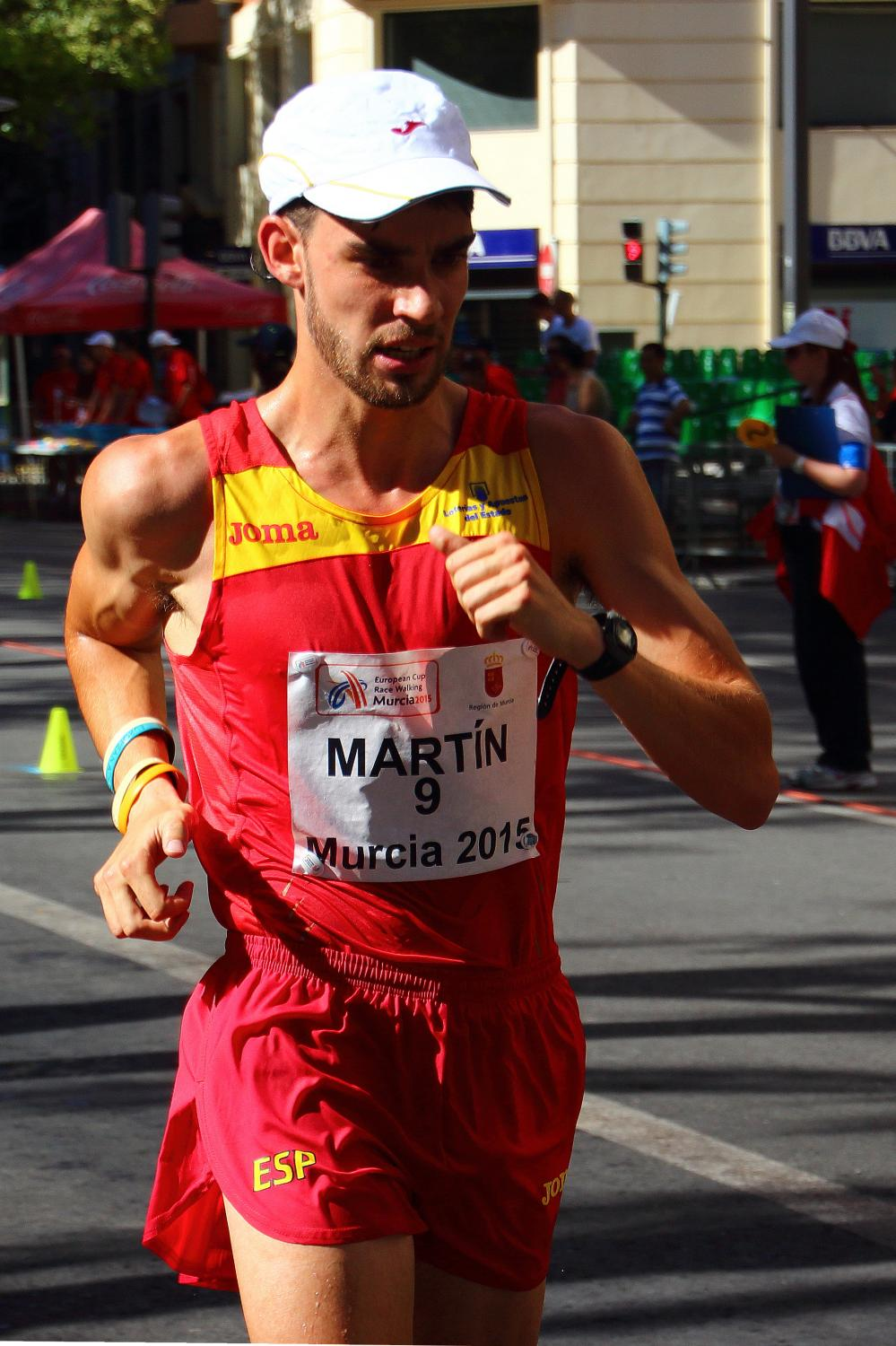
Álvaro Martín – Rang 22
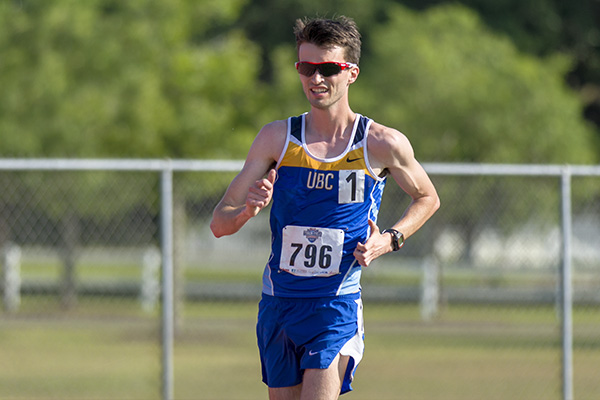
Benjamin Thorne – Platz 27
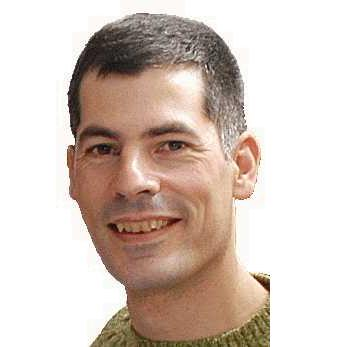
Luis Fernando López erreichte Platz 29
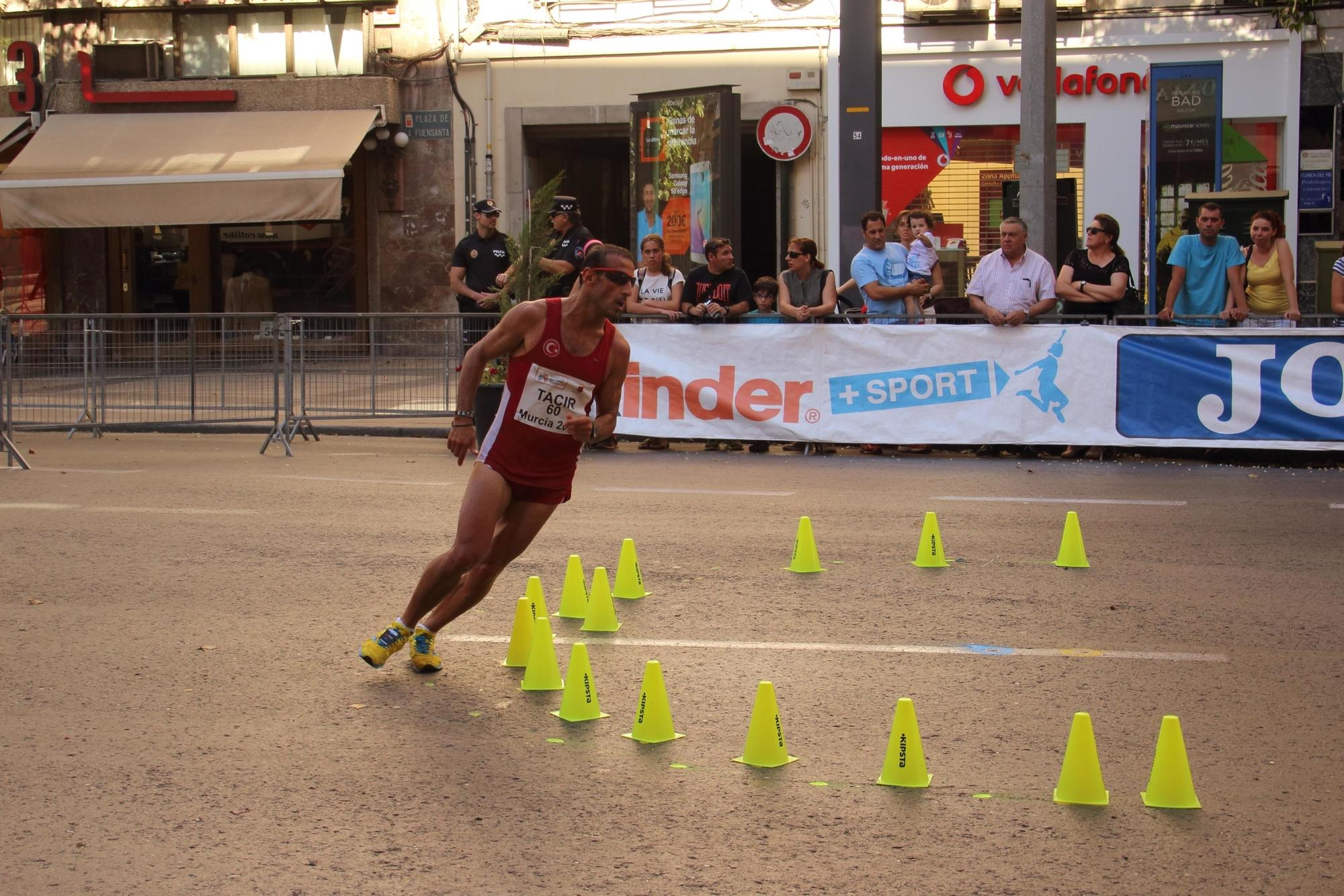
Ersin Tacir – Rang dreißig
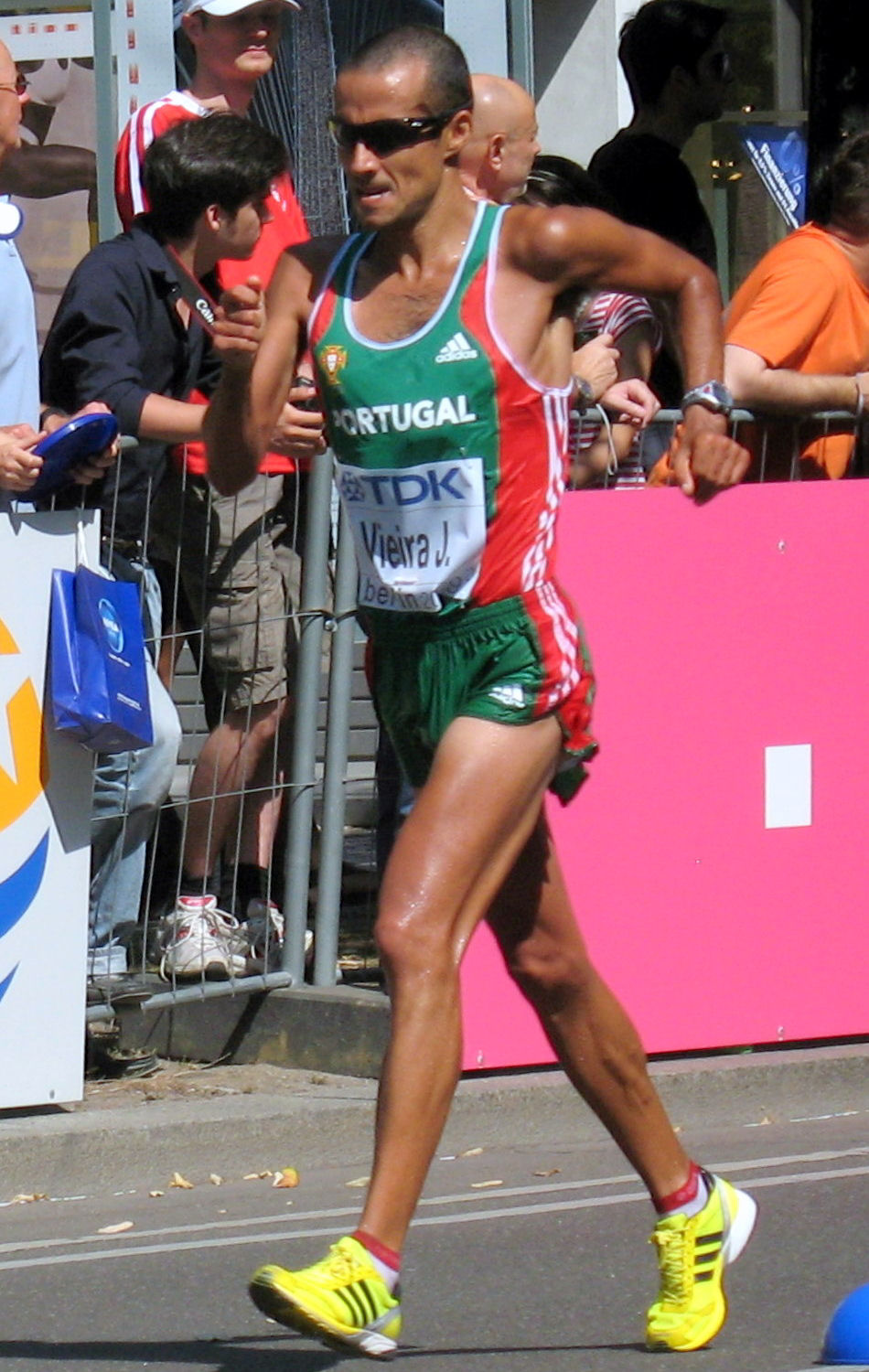
João Vieira – Rang 31
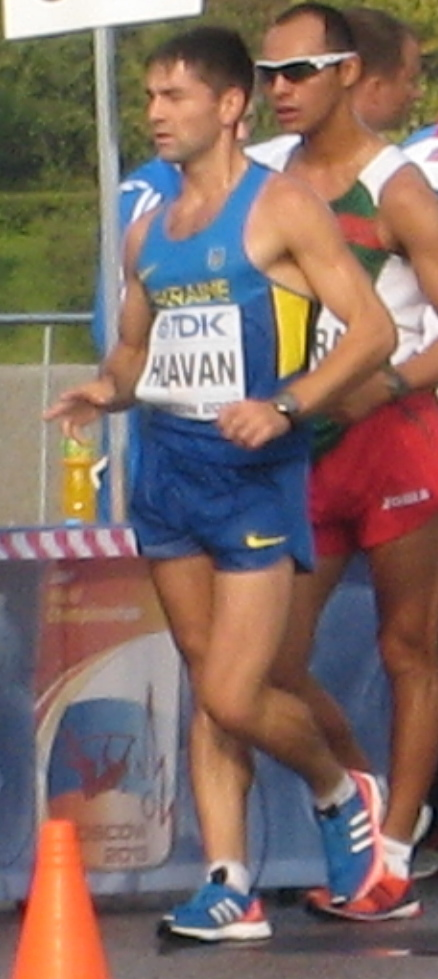
Ihor Hlawan – Platz 35

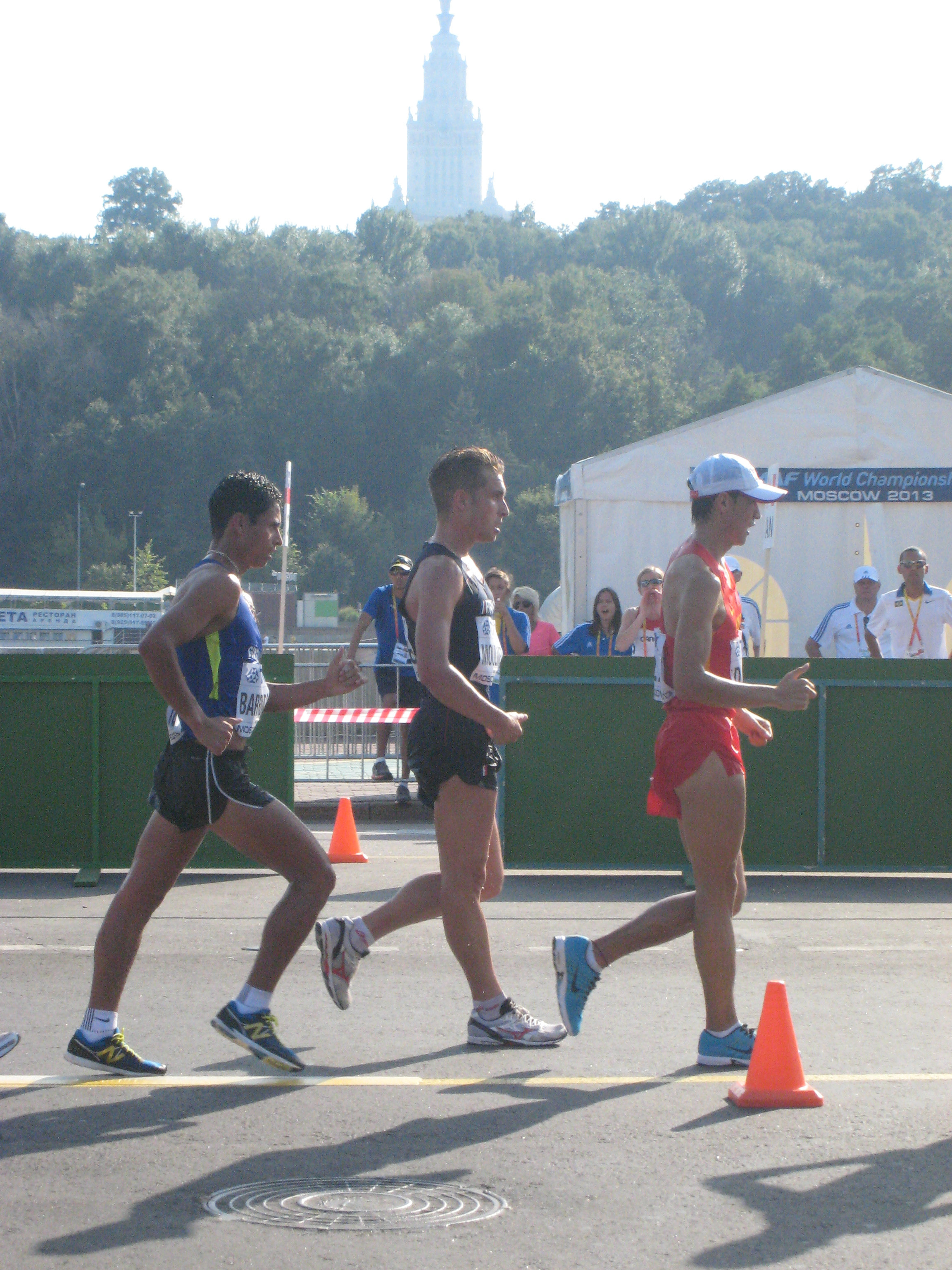
Chen Ding (rechts) – Rang 39 Erick Barrondo (links) – Rang fünfzig
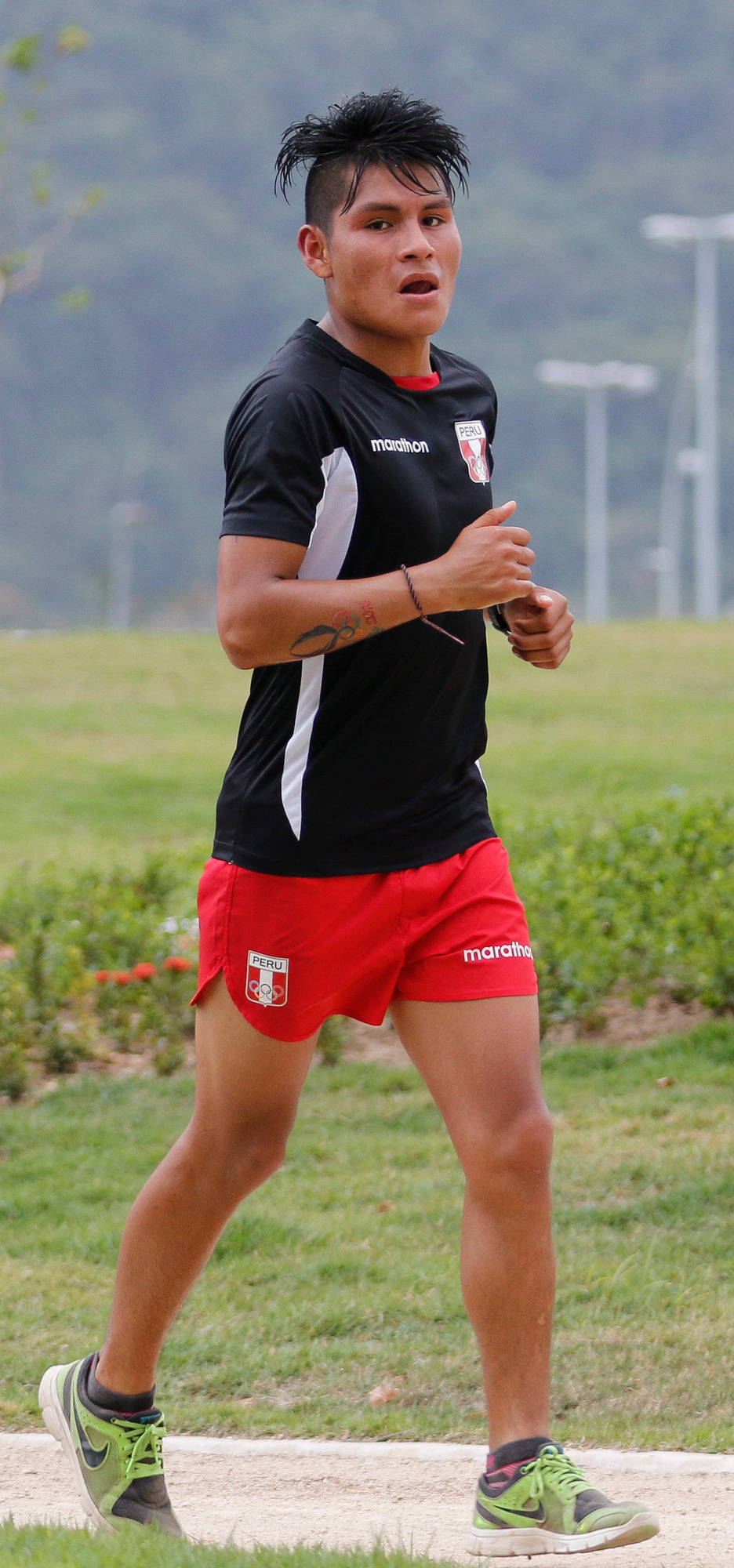
Rang 41 für Paolo Yurivilca
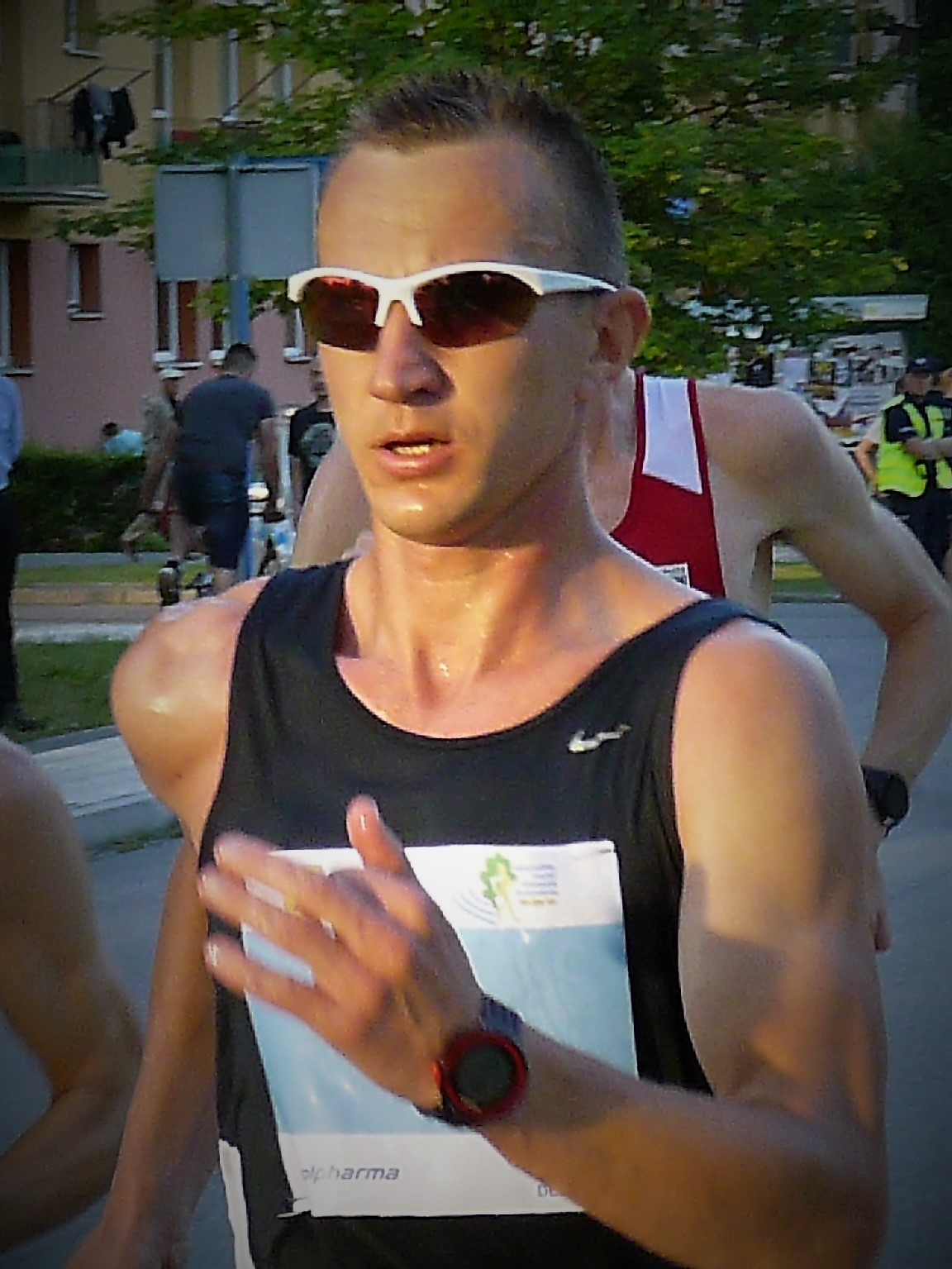
Artur Brzozowski – Rang 47
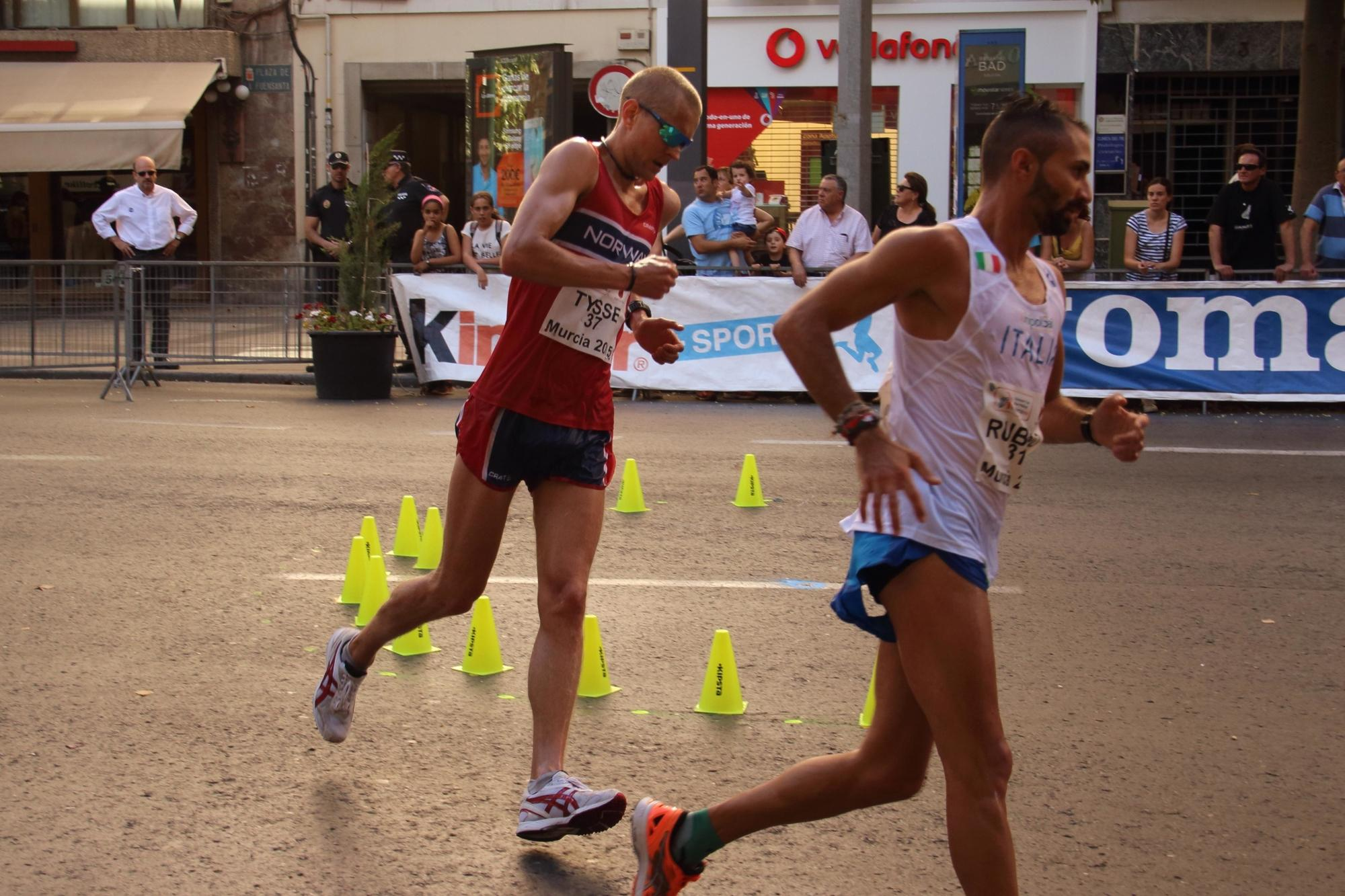
Erik Tysse (links) – Rang 48
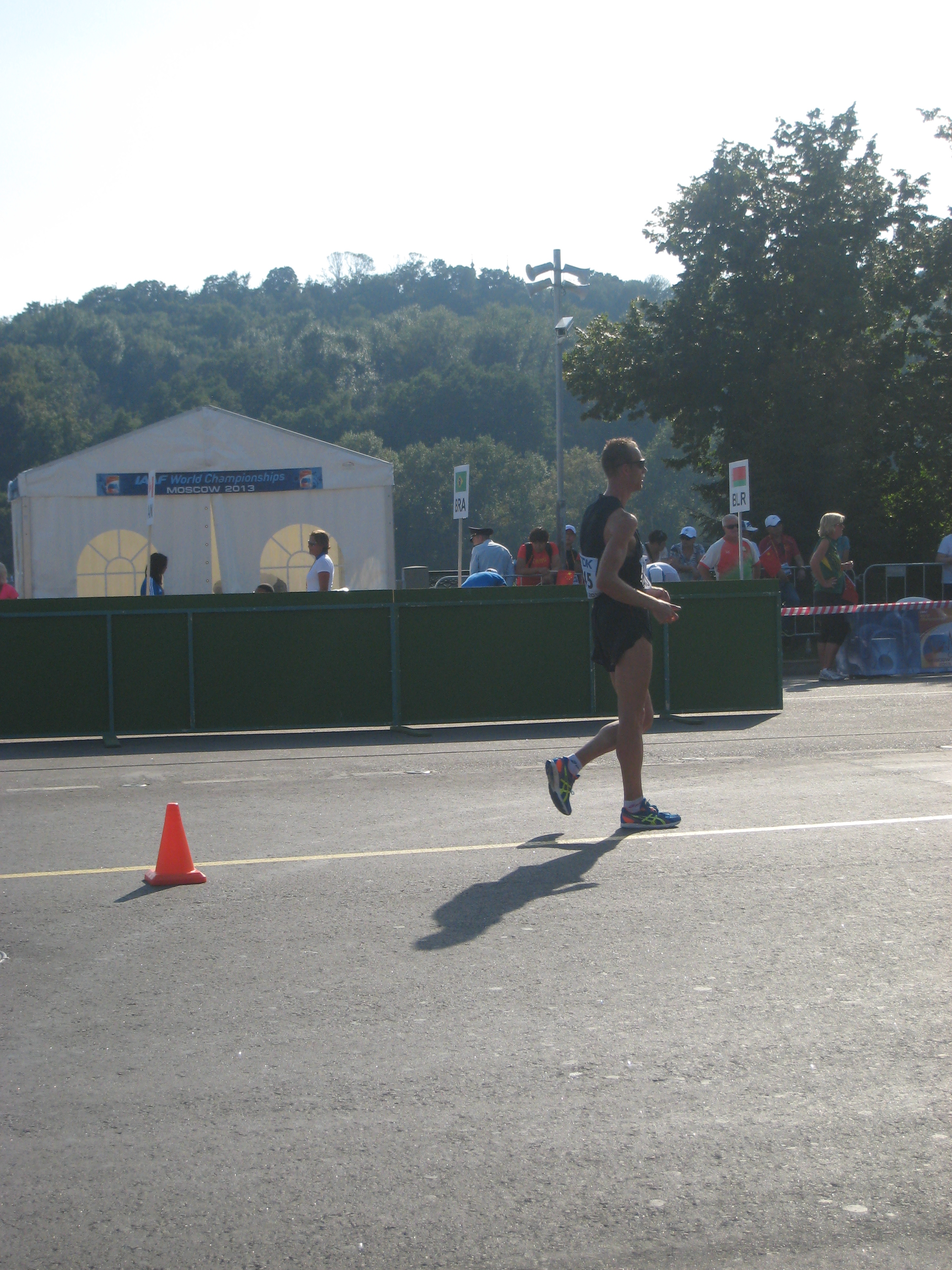
Kévin Campion – Platz 49
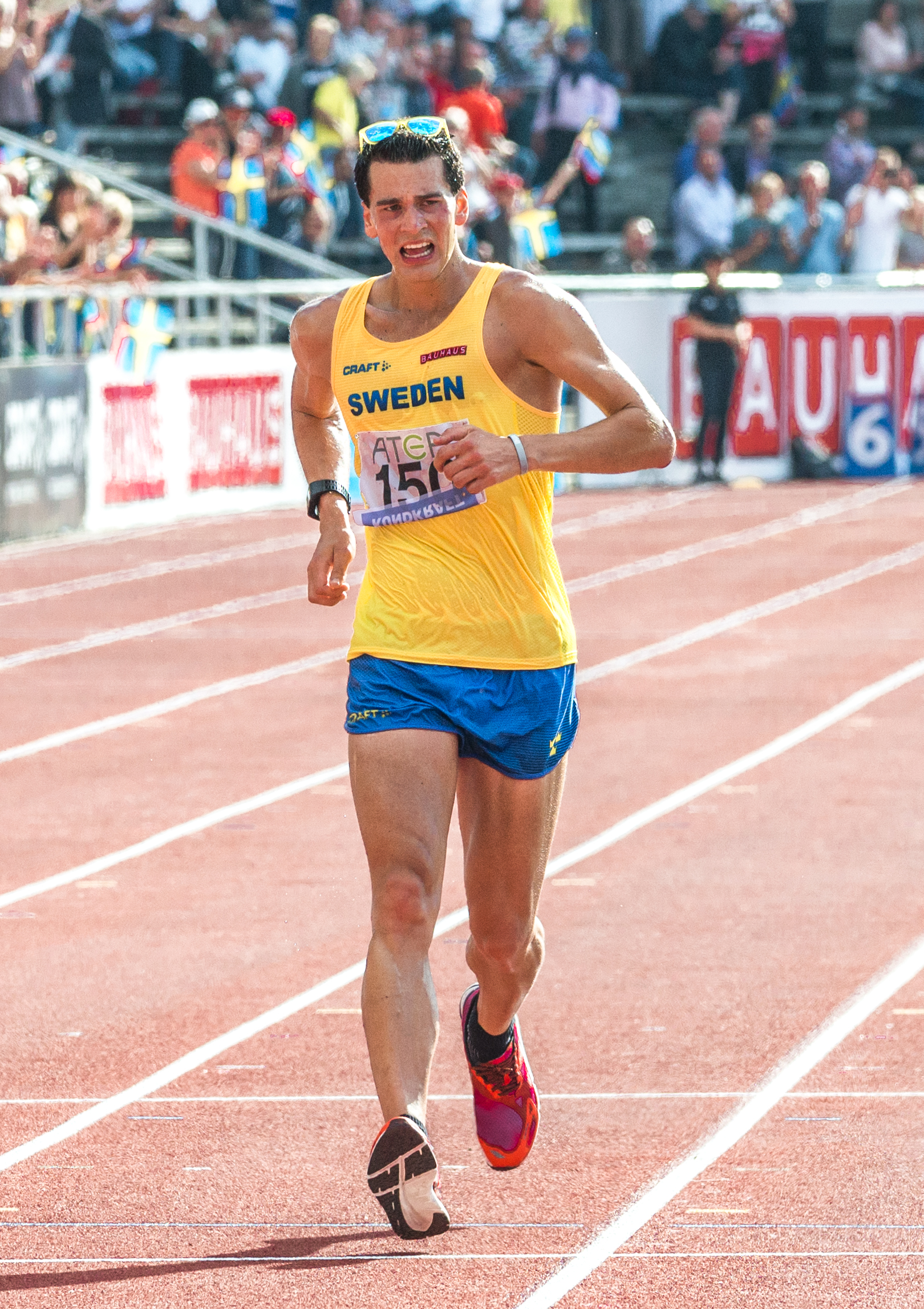
Perseus Karlström – Rennen vorzeitig beendet
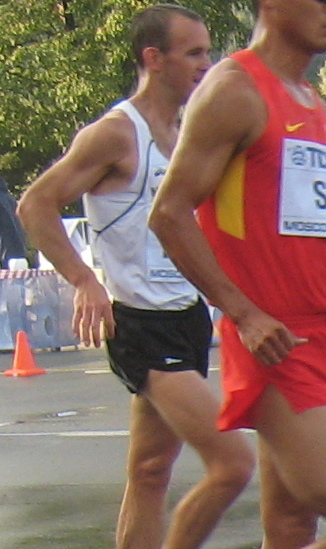
Quentin Rew  – disqualifiziert nach drei Verwarnungen
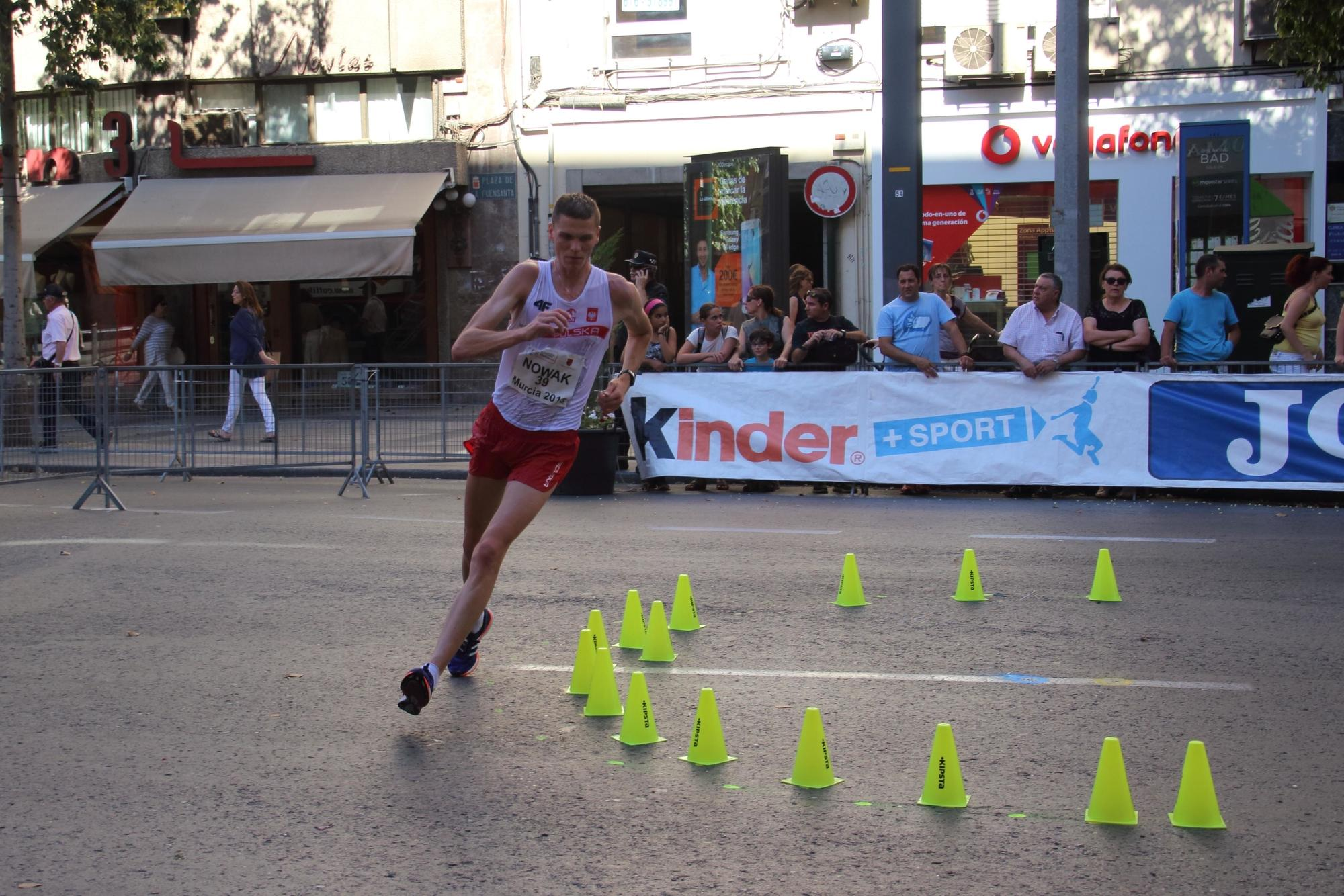
Łukasz Nowak – disqualifiziert nach drei Verwarnungen
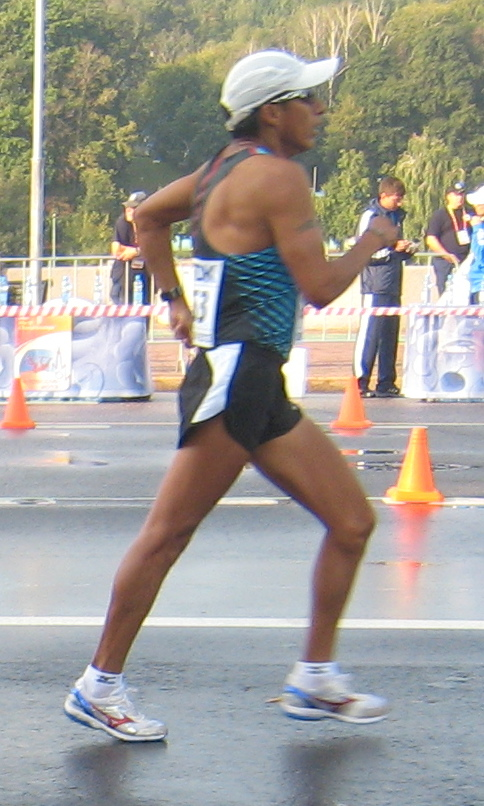
Andrés Chocho (rechts) – disqualifiziert nach drei Verwarnungen

## Video
- Rio Replay: Men's 20km Race Walk, youtube.com, abgerufen am 1. Mai 2022